# Oh Kwang-jin
Đây là một tên người Triều Tiên, họ là Oh.
Oh Kwang-Jin (tiếng Hàn: 오광진; sinh ngày 4 tháng 6 năm 1987) là một cầu thủ bóng đá Hàn Quốc thi đấu ở vị trí tiền vệ thi đấu cho Daegu FC.

## Sự nghiệp
Anh thi đấu cho Ulsan Hyundai và Gyeongnam FC nhưng chưa bao giờ ra sân ở hạng đấu cao nhất. Anh chuyển đến đội bóng tại Giải Quốc gia Hàn Quốc Gimhae FC năm 2012.
Anh ký hợp đồng với Suwon FC sau 1,5 năm ở Gimhae. Oh ra mắt cho Suwon trong trận đấu tại giải vô địch trước Police FC ngày 6 tháng 7.